# Krzystkowice (gmina)

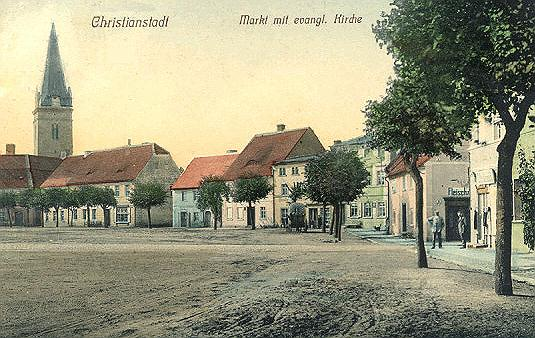
Krzystkowice

Krzystkowice (do 1954 Zabłocie) – dawna gmina wiejska istniejąca w latach 1973–1976. Siedzibą władz gminy były Krzystkowice (od 1988 zachodnia dzielnica Nowogrodu Bobrzańskiego.).
Gmina Krzystkowice została utworzona 1 stycznia 1973 w powiecie lubskim w woj. zielonogórskim. Gmina składała się z 7 sołectw Białowice, Cieszów, Dobroszów Mały, Krzystkowice, Krzywa, Łagoda i Zabłocie.
1 czerwca 1975 gmina weszła w skład nowo utworzonego (mniejszego) woj. zielonogórskiego.
15 stycznia 1976 gmina zniesiona, a jej obszar włączony do gmin Jasień (Zabłocie) i Nowogród Bobrzański (Białowice, Cieszów, Dobroszów Mały, Krzystkowice, Krzywa i Łagoda).